# Solanum luzoniense
Solanum luzoniense är en potatisväxtart som beskrevs av Merrill. Solanum luzoniense ingår i släktet skattor som ingår i familjen potatisväxter. Inga underarter finns listade i Catalogue of Life.